# Чвялев, Евгений Денисович
Евгений Денисович Чвялев (1898, Могилёвская губерния — 1940, Москва) — советский государственный деятель, народный комиссар внешней торговли СССР в 1938 году, депутат Верховного Совета СССР 1 созыва.

## Биография
В 1934 году окончил экономический институт Красной профессуры, в 1936 году — аспирантуру Академии внешней торговли.
- 1911—1916 — сезонник, погонщик быков.
- 1917 — ответственный секретарь избирательной комиссии по выборам Учредительного собрания Бузулукского уезда.
- 1918—1919 — боевик боевой организации народного вооружения Красной Гвардии, топограф штаба 2-й, затем 5-й армий.
- 1919—1920 — начальник политотдела 1-й бригады 28-й дивизии.
- 1920—1921 — начальник агитполиткурсов 10-й армии, начальник редакции издательского отдела политотдела 11-й армии.
- 1921—1922 — начальник оргинструкторского отделения Политического управления РВС РСФСР.
- 1922—1924 — заведующий отделом редакции газеты «Правда» и журнала «Предприятие».
- 1924—1925 — ответственный инструктор РКИ.
- 1925—1929 — политический редактор, заместитель заведующего экспортно-импортным отделом Союзкино.
- 1929—1930 — уполномоченный Союзкино в торгпредстве СССР в Германии.
- 1930—1931 — заведующий иностранным отделом ВСНХ УССР.
- 1931—1934 — слушатель экономического института.
- 1934—1936 — аспирант Академии внешней торговли.
- 1936—1937 — директор Академии внешней торговли.
- 1937—1938 — заместитель, народный комиссар внешней торговли СССР.
- С декабря 1938 года преподаватель Академии внешней торговли.

## Арест и казнь
Арестован 23 апреля 1939 года. Обвинён в шпионаже. Имя Чвялева было включено в сталинский расстрельный список, датированный 16 января 1940 года (№ 319 в списке из 346 имён и фамилий, подлежащих осуждению к расстрелу, за подписью наркома внутренних дел СССР Лаврентия Берии). 4 февраля 1940 года приговор формально утверждён на заседании Военной коллегии Верховного суда СССР. Казнён 5 февраля 1940 года.
Реабилитирован посмертно 10 октября 1956 года.